# Arhynchobatis asperrimus
Arhynchobatis asperrimus là loài cá đuối duy nhất thuộc chi Arhynchobatis, được tìm thấy tại vùng biển xung quanh thềm lục địa New Zealand ở độ sâu từ 90 tới 1.000 m. Chúng có chiều dài từ 30 tới 75 cm.